# Kaws
Pour les articles homonymes, voir Kaws (homonymie).
Les Kaws sont un peuple amérindien du centre des États-Unis.
Les Kaws sont de proches parents de la tribu des Osages ; on a même quelquefois affirmé qu'ils étaient des Osages.

## Ethnonymie

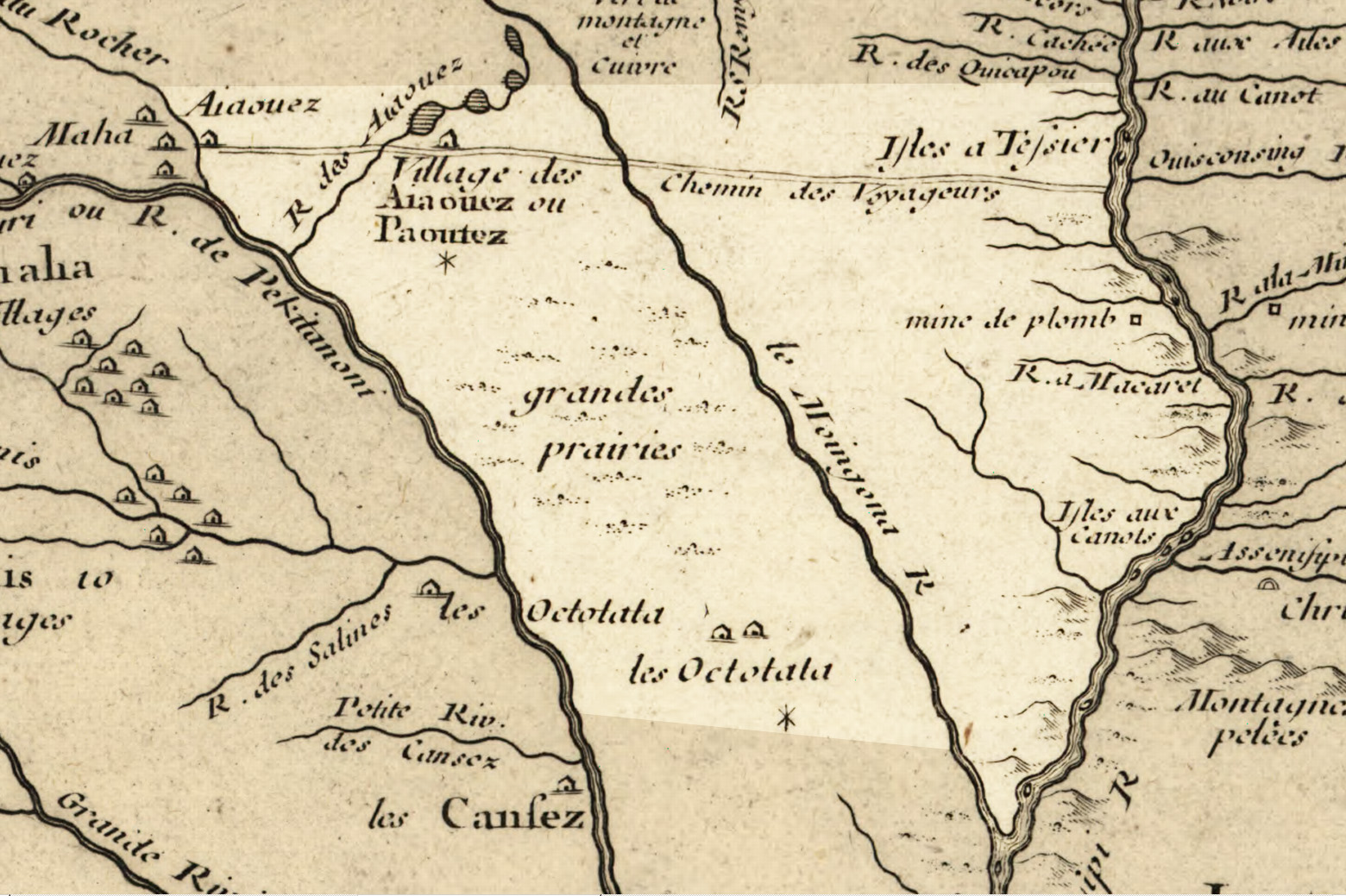
Carte de 1718 avec le territoire des « Cansez ».

La tribu nommée Kaw a aussi été appelée le Peuple du Vent (Wind People), Kaza, Kanza, Kosa et Kasa. Le nom de l'État américain du Kansas est dérivé du nom de ce peuple. Sous le régime français, cette tribu était nommée les Cansez.

## Histoire
En 1898, le Curtis Act élargit les pouvoirs du gouvernement fédéral sur les affaires indiennes. En 1902, un décret du Congrès mit fin à la reconnaissance de la tribu kaw en tant qu'entité légale. Il transféra 0,6 km2 au gouvernement fédéral et 6,6 km2 du territoire kaw à Curtis et à ses enfants.
La Nation Kaw d'Oklahoma reconquit sa reconnaissance. Elle est actuellement établie à Kaw City (Oklahoma).
Le 23 avril 2000, le dernier Kaw de pure souche, William A. Mehojah, s'est éteint.